# Kazimierz Cetnarowicz

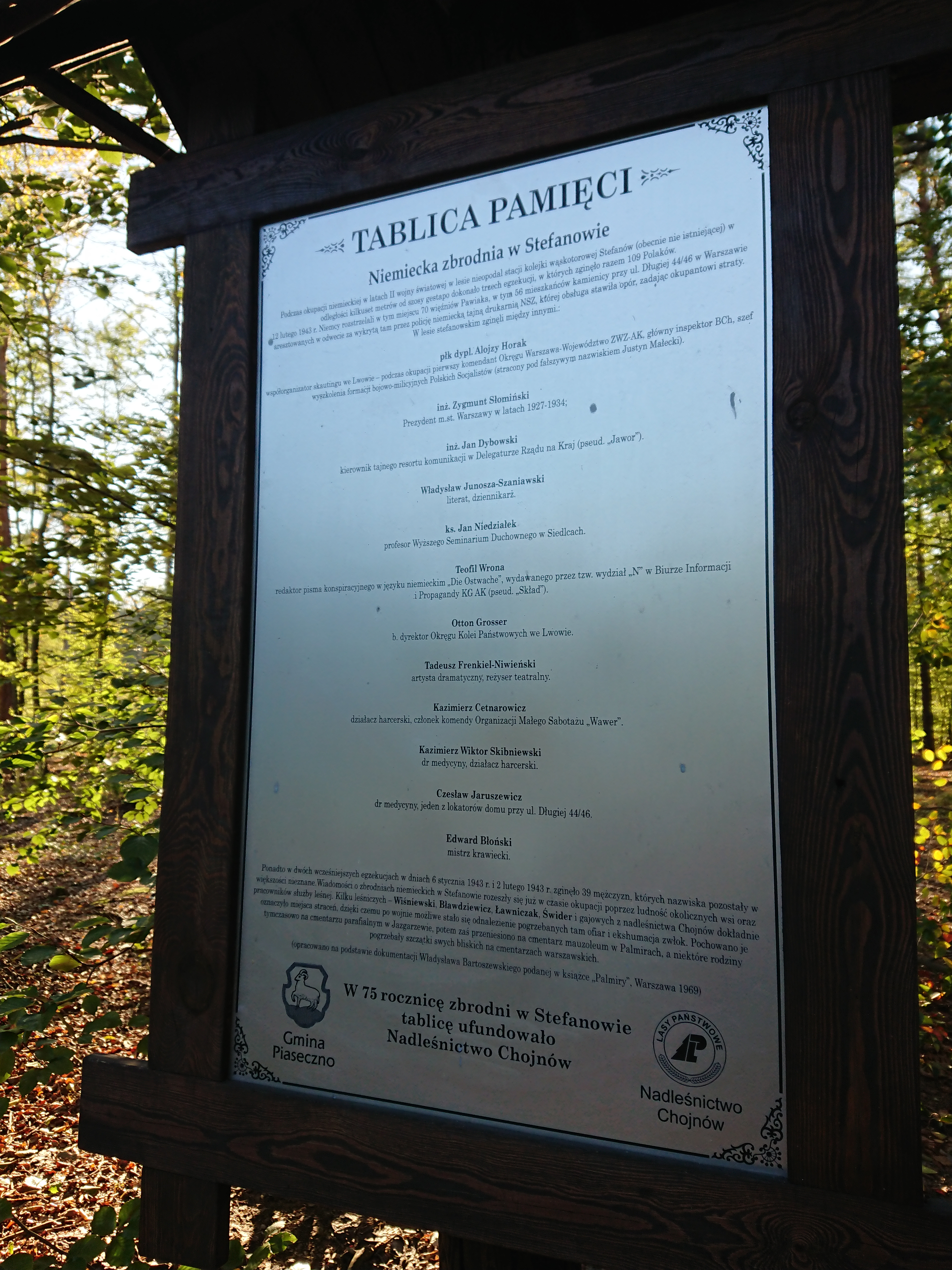
Tablica informacyjna w pobliżu miejsca rozstrzelania Kazimierza Cetnarowicza w Stefanowie (Lasy Chojnowskie)

Kazimierz Tytus Wacław Cetnarowicz, ps. Krzywonos, Lwowicz II (ur. 5 stycznia 1915 w Warszawie, zm. 12 lutego 1943 w Lasach Chojnowskich) – harcerz, podharcmistrz, instruktor szkolenia Warszawskiej Chorągwi Szarych Szeregów (Ul „Wisła”), komendant Okręgu Praga i członek komendy Organizacji Małego Sabotażu „Wawer”.

## Życiorys
Kazimierz Cetnarowicz w okresie międzywojennym był drużynowym 91. Warszawskiej Drużyny Harcerzy i członkiem Kręgu Instruktorskiego „Złota Strzała”.
W latach 1934–1935 i 1936–1937 odbywał służbę wojskową w 76. Lidzkim pułku piechoty stacjonującym w Grodnie, uzyskując stopień kaprala podchorążego.
Przed wojną rozpoczął studia medyczne na Uniwersytecie Warszawskim, które kontynuował na tajnych kompletach w czasie okupacji.
Uczestniczył w kampanii wrześniowej, po 17 września 1939 roku sformował we wschodniej Polsce oddział potykający się z Armią Czerwoną. Po niepowodzeniach przedostał się do Warszawy. Zaangażował się w działalność Związku Walki Zbrojnej (został awansowany na podporucznika) i Szarych Szeregów. Był instruktorem szkolenia pojedynczego strzelca („Sklepy”) w „Ulu Wisła” (Warszawskiej Chorągwi Szarych Szeregów), komendantem Okręgu Praga i członkiem komendy Organizacji Małego Sabotażu „Wawer”. Blisko współpracował z Aleksandrem Kamińskim i Kazimierzem Gorzkowskim.

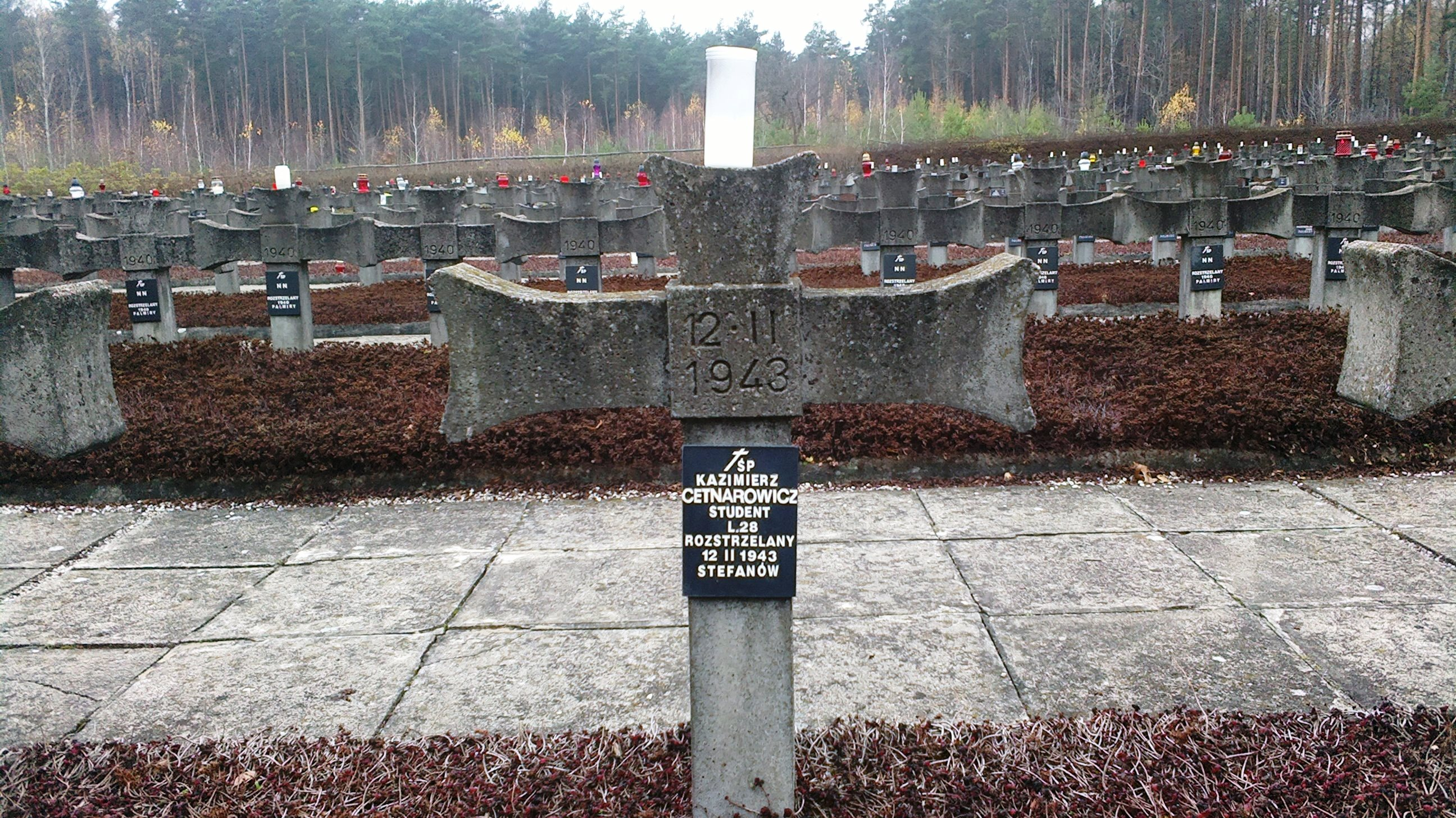
Grób Cetnarowicza w Palmirach

Został aresztowany we wrześniu 1942 roku wraz z żoną w Zakopanem. Podczas rewizji w ich warszawskim mieszkaniu Gestapo odnalazło konspiracyjną skrytkę, w której znajdował się notes Cetnarowicza, co spowodowało aresztowania w „Wawrze”, Biurze Informacji i Propagandy Okręgu Warszawskiego AK i w „Ulu Wisła” Szarych Szeregów. Został poddany brutalnemu śledztwu i torturom w warszawskiej siedzibie Gestapo w alei J. Ch. Szucha 25 i na Pawiaku.
12 lutego 1943 roku został rozstrzelany w Lasach Chojnowskich w pobliżu stacji Stefanów, obecnie części wsi Żabieniec. Po wojnie ciała rozstrzelanych w tym miejscu Polaków ekshumowano. Po identyfikacji ciało Cetnarowicza pochowano na cmentarzu-mauzoleum w Palmirach (rząd II, miejsce 37).

## Życie rodzinne
Kazimierz Cetnarowicz był synem Włodzimierza Cetnarowicza i Stanisławy z domu Piskorskiej, córki Wacława Piskorskiego i siostry Leonarda Piskorskiego i Tomasza Piskorskiego. Miał młodszego brata Mieczysława (1921–1944), powstańca warszawskiego, który zginął w obozie koncentracyjnym Mauthausen-Gusen.
Ożenił się w czasie wojny z Haliną Szpilfogel (1916–2005). Halina Cetnarowicz była łączniczką komórki więziennej ZWZ Kazimierza Gorzkowskiego, komendantką Hufca Mokotów Szarych Szeregów Żeńskich. Po aresztowaniu w Zakopanem Halina była również poddana brutalnemu śledztwu, łącznie z próbami wieszania. Została wywieziona do obozu koncentracyjnego na Majdanku, następnie do Oświęcimia i Bergen-Belsen.
Po wojnie Halina miała dwójkę dzieci z Wacławem Kawalcem (1914–1999): Barbarę i Stefana Kawalców.
Nazwisko Kazimierza Cetnarowicza (i jego brata Mieczysława) upamiętniono również na grobowcu rodziny Piskorskich na Cmentarzu Powązkowskim w Warszawie (kw. 18-5-4/5).